# Svenska arbetareförbundet
Svenska arbetareförbundet (SvA) var en svensk arbetstagarorganisation 1899–cirka 1920, som bildades i opposition mot socialistiska fackförbund. Förbundet uppnådde som mest 10 000 medlemmar, och medverkade till att ett flertal kollektivavtal kunde slutas. Den socialistiska arbetarrörelsen anklagade förbundet för att stödja arbetsgivarsidan, vilket förnekades av Svenska arbetareförbundet men åtminstone delvis belagt i modern forskning.

## Bakgrund
Svenska arbetareförbundet bildades 1899 i opposition mot den socialistiska Landsorganisationen, som året före hade beslutat att alla dess medlemmar måste ansöka om medlemskap i Sveriges socialdemokratiska arbetareparti.
Det nya förbundet skulle vara partipolitiskt obundet och öppet för alla typer av arbetare. I stadgarna angavs att dess ändamål var att sammansluta arbetare, män och kvinnor, av skilda yrken, för att förbättra deras ställning i ekonomiskt, socialt och intellektuellt avseende.

## Organisation
Förbundets högsta beslutande organ var förbundskongressen, som i sin tur utsåg ett förtroenderåd med ansvar för den löpande verksamheten. Företroenderådet bestod av en ledamot för vart och ett av förbundets sju distrikt. Förbundet hade sitt säte i Stockholm.
Förbundet hade som mest omkring 10 000 medlemmar och ett stort antal lokalavdelningar fanns på olika platser inom Sverige. Genom förbundets förmedling kom ett stort antal kollektivavtal inom olika yrken till stånd.
Svenska arbetareförbundet startade 1900 Arbetaretidningen, vilken utgavs med skiftande frekvens. Som mest aktiv var tidningen 1910–11, med ett utgivet nummer per vecka. Förbundet utgav även jultidningen Jul-ljuset 1908–1911. Enligt Kungliga biblioteket utgavs sista numret av Arbetaretidningen den 15 december 1916.

## Icke-socialistiskt eller "gult" eller fackförbund
Svenska arbetareförbundet bildades i opposition mot den socialistiska arbetarrörelsen. Ett avståndstagande från den ateistiska socialistiska ideologin gjorde det också lättare för väckelsekristna att ansluta sig.
Samtidigt innebar detta en splittring av arbetarrörelsen, och inte minst ett brott med den betydligt större och växande socialistiska Landsorganisationen. Landsorganisationen kom att anklaga Svenska arbetareförbundet för att vara en gul facklig organisation, det vill säga ett fackförbund styrt eller kontrollerat av arbetsgivarsidan med syfte att förhindra strejker eller motverka arbetstagarnas inflytande. Ytterst sågs organisationen som strejkbrytare. 
Svenska arbetareförbundet avvisade anklagelserna, men senare forskning har visat att det finns visst stöd för att förbundet vid några tillfällen fått stöd av både Sveriges verkstadsförening och Svenska Arbetsgivareföreningen. Även om förbundet tog avstånd från att tvinga medlemmarna till partipolitiskt engagemang, kom förbundet tidigt också att utgöra en anti-socialistisk aktör i samhällsdebatten. Åren 1902–1909 var Josef Nilsson förbundets sekreterare och ledare; han var också en av initiativtagarna till förbundets bildande och senare aktiv i Allmänna valmansförbundet. I den socialistiska arbetarrörelsen gavs Nilsson öknamnet Gule Josef.

## Upplösning, forskning och källmaterial
Det är osäkert när Svenska arbetareförbundet upphörde; Nordisk familjebok uppger att det skedde 1915. Som nämnts ovan, och stärks av Kungliga bibliotekets arkiv, utkom dock Arbetaretidningen även under 1916. Edsinger anger att den sista lokalföreningen upphörde 1920, medan Lindström kort och gott anger 1920 utan ytterligare specifikation.
Förbundet omnämns kortfattat i ett flertal historiska studier och mer omfattande beskrivningar finns i minst tre doktorsavhandlingar. Då förbundets arkiv brändes upp i samband med upplösningen saknas dock protokoll och handlingar; internt material är endast tillgängligt genom förbundets tidskrift Arbetaretidningen.